# Bobrów (Legnica)
Pour les articles homonymes, voir Bobrów.
Bobrów est une localité polonaise de la gmina de Miłkowice, située dans le powiat de Legnica en voïvodie de Basse-Silésie.